# Cdrdao
cdrdao es un paquete de software libre de grabación de CD-ROM publicado bajo licencia GPL. Permite grabar discos compactos de audio o datos en modo Disc At Once, basándose en una descripción textual del contenido del CD.
Se ejecuta desde la línea de comandos y no tiene interfaz gráfica, aunque algunos front-ends lo incluyen para poder realizar las grabaciones; Exact Audio Copy, un avanzado paquete de software para ripear discos compactos, depende del código de CDRDAO para proveer la funcionalidad para grabar CD.
Es código multiplataforma y se ha reportado que funciona bajo FreeBSD, Irix, Linux, Solaris, HP-UX, Microsoft Windows, OS/2, UnixWare, y Mac OS X.
Una de sus limitaciones es que no es compatible con dispositivos externos conectados por medio de USB o FireWire.